# قائمة قرارات مجلس الأمن التابع للأمم المتحدة من 801 إلى 900
هذه قائمة قرارات مجلس أمن الأمم المتحدة رقم 801 إلى 900 المعتمدة في الفترة بين 8 يونيو 1993 و4 مارس 1994.

## القائمة
| القرارات | التاريخ              | التصويت                                                       | الاهتمامات                                                                                              |
| -------- | -------------------- | ------------------------------------------------------------- | --- |
| 801      | 8 يناير 1993         | تم اعتماده بدون تصويت                                         | قبول الجمهورية التشيكية لدى الأمم المتحدة                                                               |
| 802      | 25 يناير 1993        | 15-0-0                                                        | الجيش الكرواتي الإجراءات في مناطق الأمم المتحدة المحمية في كرواتيا                                      |
| 803      | 28 كانون الثاني 1993 | 15-0-0                                                        | تمدد ولاية قوة الأمم المتحدة المؤقتة في لبنان                                                           |
| 804      | 29 يناير 1993        | 15-0-0                                                        | تمديد ولاية بعثة الأمم المتحدة للتحقق في أنغولا الثانية، والمطالبة بوقف إطلاق النار                     |
| 805      | 4 فبراير 1993        | 15-0-0                                                        | انتخاب أعضاء في محكمة العدل الدولية                                                                     |
| 806      | 5 فبراير 1993        | 15-0-0                                                        | عسكرة بعثة الأمم المتحدة للمراقبة في العراق والكويت بعد التوغلات العراقية                               |
| 807      | 19 فبراير 1993       | 15-0-0                                                        | تمدد ولاية قوة حماية الأمم المتحدة                                                                      |
| 808      | 22 فبراير 1993       | 15-0-0                                                        | مقترحات لإنشاء المحكمة الجنائية الدولية ليوغوسلافيا السابقة                                             |
| 809      | 2 مارس 1993          | 15-0-0                                                        | خطة التسوية لـ الصحراء الغربية                                                                          |
| 810      | 8 مارس 1993          | 15-0-0                                                        | انتخابات الجمعية التأسيسية في كمبوديا                                                                   |
| 811      | 12 مارس 1993         | 15-0-0                                                        | المطالبة بوقف إطلاق النار في الحرب الأهلية الأنغولية، تنظيم اجتماع بين الحكومة و يونيتا                 |
| 812      | 12 مارس 1993         | 15-0-0                                                        | تسوية سياسية في رواندا                                                                                  |
| 813      | 26 مارس 1993         | 15-0-0                                                        | تنفيذ عملية السلام في ليبيريا وسط الحرب الأهلية الليبيرية الأولى                                        |
| 814      | 26 مارس 1993         | 15-0-0                                                        | توسيع حجم وولاية عملية الأمم المتحدة في الصومال 2                                                       |
| 815      | 30 مارس 1993         | 15-0-0                                                        | تمدد ولاية قوة حماية الأمم المتحدة                                                                      |
| 816      | 31 مارس 1993         | 14–0–1 (الممتنعون: الصين)                                     | تمديد حظر الرحلات الجوية العسكرية فوق البوسنة والهرسك                                                   |
| 817      | 7 أبريل 1993         | 15-0-0                                                        | قبول جمهورية مقدونيا لدى الأمم المتحدة باسم "جمهورية مقدونيا اليوغوسلافية السابقة"                      |
| 818      | 14 أبريل 1993        | 15-0-0                                                        | تنفيذ اتفاقات روما العامة للسلام في موزامبيق                                                            |
| 819      | 16 أبريل 1993        | 15-0-0                                                        | المطالبة بمعالجة سريبرينيتسا والمناطق المحيطة بها في البوسنة والهرسك على أنها منطقة آمنة                |
| 820      | 17 أبريل 1993        | 13–0–2 (ممتنعون: الصين، روسيا)                                | خطة السلام للبوسنة والهرسك، فرض مزيد من العقوبات على جمهورية يوغوسلافيا الاتحادية                       |
| 821      | 28 أبريل 1993        | 13–0–2 (ممتنعون: الصين، روسيا)                                | عدم مشاركة يوغوسلافيا في أعمال المجلس الاقتصادي والاجتماعي للأمم المتحدة                                |
| 822      | 30 أبريل 1993        | 15-0-0                                                        | حرب ناغورني كاراباخ بين أرمينيا و أذربيجان                                                              |
| 823      | 30 أبريل 1993        | 15-0-0                                                        | تمدد ولاية بعثة الأمم المتحدة للتحقق في أنغولا الثانية                                                  |
| 824      | 6 مايو 1993          | 15-0-0                                                        | معاملة بعض البلدات والمناطق المحيطة بها في البوسنة والهرسك كمناطق آمنة                                  |
| 825      | 11 مايو 1993         | 13–0–2 (الممتنعون عن التصويت: الصين، باكستان)                 | كوريا الشمالية قرار الانسحاب من معاهدة عدم الانتشار النووي                                              |
| 826      | 20 مايو 1993         | 15-0-0                                                        | انتخابات الجمعية التأسيسية في كمبوديا                                                                   |
| 827      | 25 مايو 1993         | 15-0-0                                                        | إنشاء المحكمة الجنائية الدولية ليوغوسلافيا السابقة                                                      |
| 828      | 26 مايو 1993         | تم اعتماده بدون تصويت                                         | قبول إريتريا لدى الأمم المتحدة                                                                          |
| 829      | 26 مايو 1993         | تم اعتماده بدون تصويت                                         | قبول موناكو لدى الأمم المتحدة                                                                           |
| 830      | 26 مايو 1993         | 15-0-0                                                        | تمدد ولاية قوة الأمم المتحدة لمراقبة فض الاشتباك                                                        |
| 831      | 27 مايو 1993         | 14–0–1 (امتناع: باكستان)                                      | تفويض وتمويل وإعادة هيكلة قوة الأمم المتحدة لحفظ السلام في قبرص                                         |
| 832      | 27 مايو 1993         | 15-0-0                                                        | توسيع ولاية بعثة مراقبي الأمم المتحدة في السلفادور                                                      |
| 833      | 27 مايو 1993         | 15-0-0                                                        | ترسيم الحدود العراق - الكويت                                                                            |
| 834      | 1 يونيو 1993         | 15-0-0                                                        | تمدد ولاية بعثة الأمم المتحدة للتحقق في أنغولا الثانية، عملية السلام                                    |
| 835      | 2 يونيو 1993         | 15-0-0                                                        | الانتهاء من الانتخابات للجمعية التأسيسية في كمبوديا                                                     |
| 836      | 4 يونيو 1993         | 13–0–2 (ممتنعون: باكستان، فنزويلا)                            | تمديد ولاية قوة حماية الأمم المتحدة، واستخدام "التدابير اللازمة" لحماية المناطق الآمنة                  |
| 837      | 6 يونيو 1993         | 15-0-0                                                        | إدانة الهجمات على عملية الأمم المتحدة في الصومال 2                                                      |
| 838      | 10 يونيو 1993        | 15-0-0                                                        | خيارات لنشر مراقبين دوليين على حدود البوسنة والهرسك                                                     |
| 839      | 11 يونيو 1993        | 15-0-0                                                        | تمديد ولاية قوة الأمم المتحدة لحفظ السلام في قبرص                                                       |
| 840      | 15 يونيو 1993        | 15-0-0                                                        | نتائج الانتخابات للجمعية التأسيسية في كمبوديا                                                           |
| 841      | 16 يونيو 1993        | 15-0-0                                                        | العقوبات ضد هايتي بسبب راؤول سيدراس الحكومة العسكرية                                                    |
| 842      | 18 يونيو 1993        | 15-0-0                                                        | مساهمة موظفين إضافيين في قوة الأمم المتحدة للحماية في جمهورية مقدونيا                                   |
| 843      | 18 يونيو 1993        | 15-0-0                                                        | تأكيد أن اللجنة المنشأة بموجب 724 (1991) مكلف بفحص طلبات المساعدة                                       |
| 844      | 18 يونيو 1993        | 15-0-0                                                        | التفويض بتعزيز قوة الأمم المتحدة للحماية                                                                |
| 845      | 18 يونيو 1993        | 15-0-0                                                        | تسوية تسمية النزاع بين اليونان و جمهورية مقدونيا                                                        |
| 846      | 22 يونيو 1993        | 15-0-0                                                        | [تأسيس بعثة الأمم المتحدة للمراقبة في أوغندا ورواندا                                                    |
| 847      | 30 يونيو 1993        | 15-0-0                                                        | تمدد ولاية قوة حماية الأمم المتحدة و الموقف في كرواتيا                                                  |
| 848      | 8 يوليو 1993         | تم اعتماده بدون تصويت                                         | قبول إمارة أندورا لدى الأمم المتحدة                                                                     |
| 849      | 9 يوليو 1993         | 15-0-0                                                        | تنفيذ وقف إطلاق النار ة، إرسال مراقبين عسكريين إلى أبخازيا، جورجيا خلال الحرب                           |
| 850      | 9 يوليو 1993         | 15-0-0                                                        | تنفيذ اتفاقات روما العامة للسلام وتشكيل القوات المسلحة في موزامبيق                                      |
| 851      | 15 يوليو 1993        | 15-0-0                                                        | تمدد ولاية بعثة الأمم المتحدة للتحقق في أنغولا الثانية، عملية السلام                                    |
| 852      | 28 يوليو 1993        | 15-0-0                                                        | تمدد ولاية قوة الأمم المتحدة المؤقتة في لبنان                                                           |
| 853      | 29 يوليو 1993        | 15-0-0                                                        | الاستيلاء على منطقة أغدم وغيرها من المناطق التي احتلت مؤخرا أذربيجان خلال اعتداءات صيفية                |
| 854      | 6 أغسطس 1993         | 15-0-0                                                        | نشر فريق متقدم من مراقبي الأمم المتحدة العسكريين خلال حرب أبخازيا                                       |
| 855      | 9 أغسطس 1993         | 14–0–1 (الممتنعون: الصين)                                     | صربيا والجبل الأسود رفض السماح منظمة الأمن والتعاون في أوروبا بمهام خاصة في كوسوفو، ساندجاك و فويفودينا |
| 856      | 10 أغسطس 1993        | 15-0-0                                                        | اقتراح إنشاء بعثة الأمم المتحدة للمراقبة في ليبيريا، إرسال مراقبين عسكريين خلال الحرب الأهلية           |
| 857      | 20 أغسطس 1993        | 15-0-0                                                        | ترشيحات قضاة المحكمة الجنائية الدولية ليوغوسلافيا السابقة                                               |
| 858      | 24 أغسطس 1993        | 15-0-0                                                        | إنشاء بعثة الأمم المتحدة للمراقبة في جورجيا                                                             |
| 859      | 24 أغسطس 1993        | 15-0-0                                                        | تسوية سياسية شاملة لحرب البوسنة في البوسنة والهرسك                                                      |
| 860      | 27 أغسطس 1993        | 15-0-0                                                        | انسحاب سلطة الأمم المتحدة الانتقالية في كمبوديا                                                         |
| 861      | 27 أغسطس 1993        | 15-0-0                                                        | تعليق العقوبات ضد هايتي                                                                                 |
| 862      | 31 أغسطس 1993        | 15-0-0                                                        | مقترح بعثة الأمم المتحدة في هايتي وإرسال فريق متقدم إلى هايتي                                           |
| 863      | 13 سبتمبر 1993       | 15-0-0                                                        | تنفيذ أحكام اتفاقات روما العامة للسلام لموزمبيق                                                         |
| 864      | 15 سبتمبر 1993       | 15-0-0                                                        | تمدد ولاية بعثة الأمم المتحدة للتحقق في أنغولا الثانية، الحظر النفطي على يونيتا                         |
| 865      | 22 سبتمبر 1993       | 15-0-0                                                        | عملية المصالحة الوطنية والتسوية السياسية في الصومال                                                     |
| 866      | 22 سبتمبر 1993       | 15-0-0                                                        | إنشاء بعثة مراقبي الأمم المتحدة في ليبريا، تنفيذ اتفاقات السلام                                         |
| 867      | 23 سبتمبر 1993       | 15-0-0                                                        | تأسيس بعثة الأمم المتحدة في هايتي                                                                       |
| 868      | 29 سبتمبر 1993       | 15-0-0                                                        | إنشاء ولايات جديدة للسلامة للأمم المتحدة حفظة السلام                                                    |
| 869      | 30 سبتمبر 1993       | 15-0-0                                                        | تمدد ولاية قوة حماية الأمم المتحدة                                                                      |
| 870      | 1 أكتوبر 1993        | 15-0-0                                                        | تمدد ولاية قوة حماية الأمم المتحدة                                                                      |
| 871      | 4 أكتوبر 1993        | 15-0-0                                                        | تمدد ولاية قوة الأمم المتحدة للحماية، خطة حفظ السلام لـ كرواتيا                                         |
| 872      | 5 أكتوبر 1993        | 15-0-0                                                        | تشكيل بعثة الأمم المتحدة لمساعدة رواندا                                                                 |
| 873      | 13 أكتوبر 1993       | 15-0-0                                                        | إنهاء تعليق العقوبات ضد هايتي                                                                           |
| 874      | 14 أكتوبر 1993       | 15-0-0                                                        | تسوية حرب ناغورني كاراباخ                                                                               |
| 875      | 16 أكتوبر 1993       | 15-0-0                                                        | عقوبات ضد هايتي                                                                                         |
| 876      | 19 أكتوبر 1993       | 15-0-0                                                        | انتهاك وقف إطلاق النار في حرب أبخازيا، مقتل رئيس مجلس الدفاع                                            |
| 877      | 21 أكتوبر 1993       | تم اعتماده بدون تصويت                                         | تعيين رامون إسكوفار سالوم المدعي العام في المحكمة الجنائية الدولية ليوغوسلافيا السابقة                  |
| 878      | 29 أكتوبر 1993       | 15-0-0                                                        | تمديد ولاية عملية الأمم المتحدة في الصومال 2                                                            |
| 879      | 29 أكتوبر 1993       | 15-0-0                                                        | تمديد ولاية عملية الأمم المتحدة في موزامبيق                                                             |
| 880      | 4 نوفمبر 1993        | 15-0-0                                                        | الفترة الانتقالية في كمبوديا بعد انسحاب سلطة الأمم المتحدة الانتقالية في كمبوديا                        |
| 881      | 4 نوفمبر 1993        | 15-0-0                                                        | تمديد ولاية بعثة مراقبي الأمم المتحدة في جورجيا                                                         |
| 882      | 5 نوفمبر 1993        | 15-0-0                                                        | يمتد عملية الأمم المتحدة في موزمبيق، تنفيذ اتفاقات روما العامة للسلام                                   |
| 883      | 11 نوفمبر 1993       | 11–0–4 (الممتنعون عن التصويت: الصين، جيبوتي، المغرب، باكستان) | العقوبات ضد ليبيا لعدم تعاونها مع القرارات 731 (1992) و748 ( 1992)                                      |
| 884      | 12 نوفمبر 1993       | 15-0-0                                                        | نزاع داخل وحول ناغورنو كاراباخ                                                                          |
| 885      | 16 نوفمبر 1993       | 15-0-0                                                        | إنشاء لجنة تقصي بشأن الهجمات على عملية الأمم المتحدة الثانية في الصومال                                 |
| 886      | 18 نوفمبر 1993       | 15-0-0                                                        | تمديد ولاية عملية الأمم المتحدة الثانية في الصومال، المصالحة الوطنية في الصومال                         |
| 887      | 29 نوفمبر 1993       | 15-0-0                                                        | تمدد ولاية قوة الأمم المتحدة لمراقبة فض الاشتباك                                                        |
| 888      | 30 نوفمبر 1993       | 15-0-0                                                        | تمدد ولاية بعثة مراقبي الأمم المتحدة في السلفادور، تنفيذ اتفاقات السلام                                 |
| 889      | 15 ديسمبر 1993       | 15-0-0                                                        | تمديد ولاية قوة الأمم المتحدة لحفظ السلام في قبرص، تنفيذ مجموعة أفكار النزاع القبرصي                    |
| 890      | 15 ديسمبر 1993       | 15-0-0                                                        | تمدد ولاية بعثة الأمم المتحدة للتحقق في أنغولا الثانية، تسوية الحرب الأهلية الأنغولية                   |
| 891      | 20 ديسمبر 1993       | 15-0-0                                                        | تمديد ولاية بعثة مراقبي الأمم المتحدة في أوغندا - رواندا                                                |
| 892      | 22 ديسمبر 1993       | 15-0-0                                                        | النشر التدريجي لمراقبين عسكريين إضافيين إلى بعثة مراقبي الأمم المتحدة في جورجيا                         |
| 893      | 6 يناير 1994         | 15-0-0                                                        | إرسال بعثة الأمم المتحدة لتقديم المساعدة إلى رواندا، تنفيذ اتفاق أروشا للسلام                           |
| 894      | 14 يناير 1994        | 15-0-0                                                        | مشاركة الأمم المتحدة والمراقبين الدوليين في الانتخابات العامة في جنوب أفريقيا                           |
| 895      | 28 يناير 1994        | 15-0-0                                                        | تمدد ولاية قوة الأمم المتحدة المؤقتة في لبنان                                                           |
| 896      | 31 يناير 1994        | 15-0-0                                                        | إمكانية إنشاء قوة لحفظ السلام في أبخازيا، جورجيا؛ التسوية السياسية لـ نزاع أبخازيا                      |
| 897      | 4 فبراير 1994        | 15-0-0                                                        | استمرار عملية الأمم المتحدة الثانية في الصومال؛ المصالحة الوطنية، التسوية السياسية في الصومال           |
| 898      | 23 فبراير 1994       | 15-0-0                                                        | تأسيس عنصراً للشرطة في عملية الأمم المتحدة في موزامبيق، اتفاقيات السلام                                  |
| 899      | 4 مارس 1994          | 15-0-0                                                        | تعويضات العراق                                                                                          |
| 900      | 4 مارس 1994          | 15-0-0                                                        | استعادة الخدمات العامة الأساسية والحياة الطبيعية في ساراييفو وحولها في البوسنة والهرسك                  |